# Вирозуб
Плітка-вирозу́б, вирозуб, також вирезуб (Rutilus frisii) — вид риб роду плітка (Rutilus) родини ялецевих. Має струнке, валькувате, видовжене тіло, вкрите дрібною лускою. Раритетний вид, занесений до Червоної книги України та низки інших природоохоронних документів.

## Характеристика
Голова невелика, її довжина менша за висоту тіла. Висота спинного й анального плавців перевищує їхню довжину. Грудні плавці розташовані попереду уявної вертикалі, що проходить від спинного плавця. Хвостовий плавець великий, з глибокою виїмкою. Верхня частина тіла темно-сіра із зеленуватим відтінком, боки сріблясті, черево — біле. Спинний і хвостовий плавці — бурувато-сірі, інші — біля основи червонуваті з сірими кінцями. У період нересту луска стає блискучою, на її поверхні та на голові з'являються конічні бородавки молочного кольору, а боки тіла набувають червонуватого відтінку.

## Поширення
Поширений у басейнах Чорного, Азовського й Мармурового морів: від річок Болгарії до західного Закавказзя; також трапляється в озері Ізнік (Туреччина).
У недалекому минулому був звичайним у багатьох річках  України, а в пониззі Південного Бугу вважався навіть промисловою видом. Внаслідок зарегулювання стоку річок і забруднення їхніх вод чисельність цього виду значно зменшилася — він став рідкісним і таким що зникає.
Існує потреба в охороні та навіть штучному розведенні вирезуба. Без цього він може зникнути. Одним із заходів, спрямованих на його збереження, є заборона вилову.

## Спосіб життя
Риби, які постійно мешкають у прісній воді та не виходять у пригирлові лимани, де кормова база значно багатша, мають повільніші темпи росту. Наприклад, у верхній течії Дністра семирічні риби сягають понад 40 см завдовжки, тоді як у пониззі Південного Бугу — близько 57 см, іноді навіть більше ніж 70 см (вагою до 8 кг). Водночас зазвичай трапляються особини завдовжки приблизно 50 см і вагою до 2 кг.
Вирозуб віддає перевагу порожистим ділянкам річок зі швидкою течією,  коловоротами й чистою, навіть джерельною водою, багатою на кисень. У таких місцях він тримається переважно навесні та на початку літа — до завершення розмноження. Після цього плідники залишають ці ділянки, переміщуючись у лимани, глибокі плеса та водосховища, де нагулюються й зимують. Частина риб починає мігрувати до нерестовищ ще восени, але основна маса здійснює нерестову міграцію навесні.
Починає нереститись на четвертому-п'ятому році життя. На нерестовищах риби перебувають доти, доки не спаде паводок. Унаслідок цього вода очищується від мулу, а її температура досягає +12… +15 °C. Найчастіше це спостерігається на прикінці квітня — на початку травня. На кам'янистих перекатах завглибшки 0,5—1,5 м самиці відкладають 90—270 тисяч ікринок, діаметр яких сягає 2 мм. Нерест триває протягом усієї доби. Самицю супроводять три—п'ять самців. Вона треться черевцем об твердий субстрат і випускає ікру, яку одразу запліднюють самці, після чого вона заноситься течією під каміння. Там ікра інкубується. Личинки викльовуються через тиждень.

## Живлення
Молодь живиться тваринними організмами, що мешкають у товщі води. Дорослі особини споживають переважно молюсків, стулки яких роздавлюють добре розвиненими зубами.
Найінтенсивніше вирозуб живиться в теплу пору року, а впродовж доби — у нічний час.

## Охорона
На більшій частині ареалу стан природних популяцій виду наразі залишається більш-менш стабільним, тому, згідно з Червоним списком МСОП, він має охоронний статус «відносно благополучний вид». Водночас в окремих регіонах спостерігається тенденція до зниження чисельності популяції. Через це вирозуб занесений до Червоної книги України (охоронна категорія: зникаючий вид), Додатку 3 Бернської конвенції (охоронна категорія: вид підлягає охороні), а також до Директиви Європейського Союзу 92/43/ЄС «Про збереження природних оселищ та видів природної фауни і флори» (Додаток II — види, що становлять особливий інтерес для ЄС і потребують створення територій особливої охорони).